# Vila Hügel
Vila Hügel (německy Villa Hügel) je sídlo z 19. století v Essenu v Německu. Vila byla postavena průmyslníkem Alfredem Kruppem v letech 1870–1873 jako hlavní rodinné sídlo rodu Kruppů a byla tak využívána až do druhé světové války. Proto se také označuje jako Villa Krupp. Sídlí v ní kulturní nadace, umělecká galerie a archiv rodiny a společnosti Krupp. Konají se zde pravidelně koncerty.
Hügel znamená kopec a vila se tak jmenuje, protože stojí na kopci.

## Historie

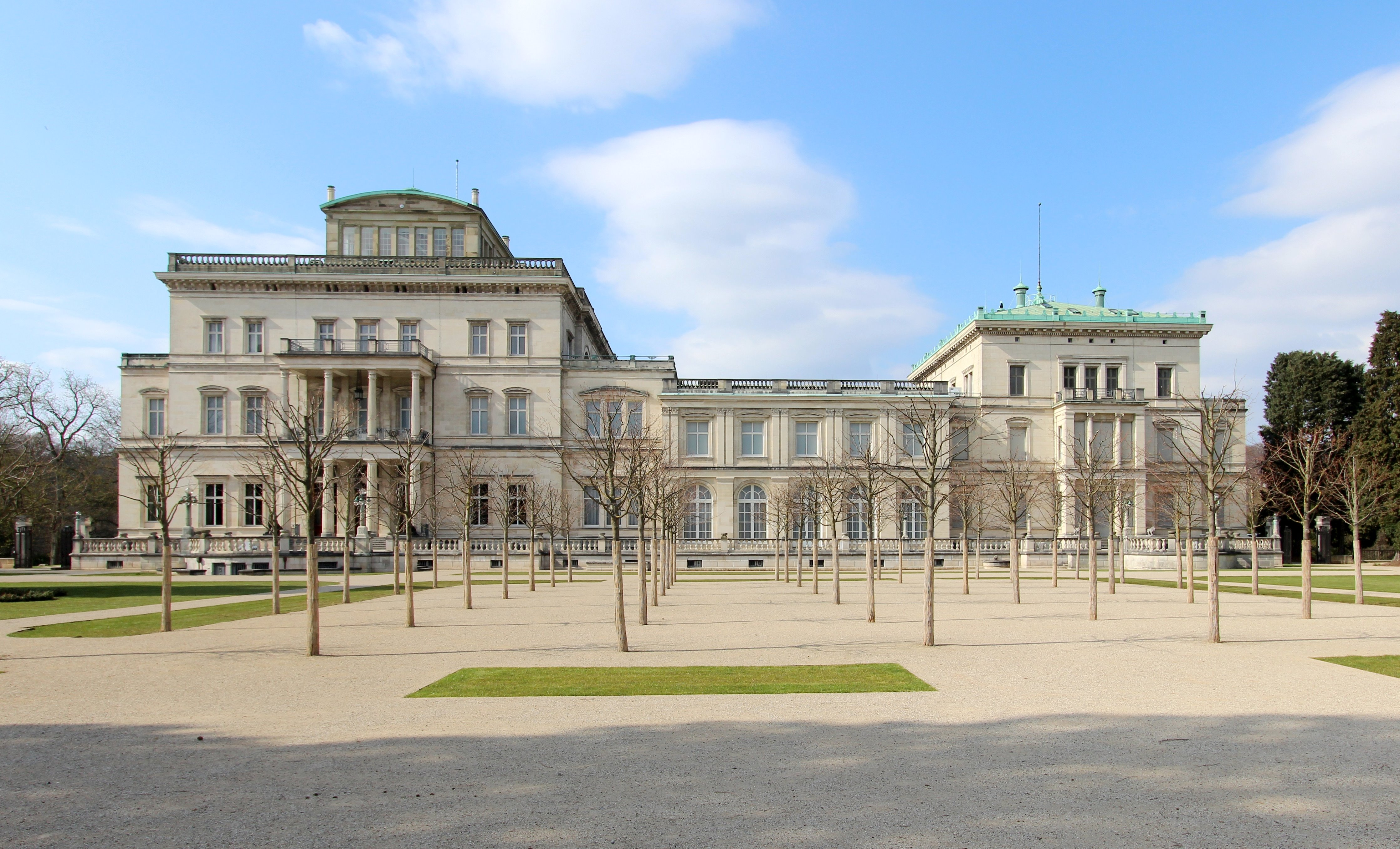
Vila Hügel

V roce 1864 Alfred Krupp koupil Klosterbuschhof na výšinách nad Bredeney a nechal jej přestavět na rezidenci pro svou rodinu. Během následujících let Krupp kolem panství koupil další pozemky a v roce 1869 podal do novin inzerát, kde hledal architekta, který by jeho návrhy na „velkou vilu“ proměnil v životaschopný plán. V průběhu následujících let na projektu pracovalo několik architektů. Sám Alfred Krupp neustále zasahoval do práce novými nápady. Zaměřoval se především na to, aby dům byl moderní a efektivní: designové prvky pro něj byly druhořadé a většinu okrasných architektonických prvků považoval za nadbytečnou.
Základy byly položeny v dubnu 1870 a na stavbě pracovalo najednou až 800 lidí. Vzhledem k tomu, že Alfred Krupp chtěl velmi moderní domov, vila měla být ohnivzdorná a dobře izolovaná od slunce, větru, chladu a tepla. Vyznačovala se dvojitými okny, ohřevem vody a ranou klimatizací. Teplota měla být nezávisle nastavitelná pro každou místnost. V blízkosti byl postaven velký komplex podpůrných budov, včetně soukromé vodárny a plynárny.
Krupp usiloval o rychlé dokončení, ačkoli prusko-francouzská válka a poddolování pozemku stavbu zpomalily. 10. ledna 1873 se rodina nastěhovala; některé technické funkce však nefungovaly podle očekávání, takže práce pokračovaly i poté.
Alfred Krupp zemřel v roce 1887. Rodina nadále využívala vilu Hügel a Friedrich Alfred Krupp a jeho manželka Margarethe provedli v domě několik významných změn a přidali přepychovou výzdobu exterieru. Kromě jiných hlav států a panovníků pobýval ve vile Hügel i císař Vilém II. O současnou podobu vily se nejvíce zasloužila další generace Kruppů, dcera Friedricha Alfreda Bertha a její manžel Gustav Krupp von Bohlen und Halbach, kteří po roce 1912 najali na stavbu Ernsta von Ihne. Interiér doplnil dřevěným obložením a majitelé vybavili vilu četnými uměleckými díly.
Roku 1945 Spojenci zatkli Alfrieda Kruppa von Bohlen und Halbach, jednoho z hlavních výrobců zbraní Třetí říše. Od té doby až do roku 1952 používala vilu Britsko-americká kontrolní komise.

## Popis
Dům má 269 místností a zabírá 8 100 m². Nachází se v parku o rozloze 28 hektarů s výhledem na řeku Rúr a jezero Baldeneysee.
Hlavní komplex se skládá z třípatrové rezidence (Wohnhaus) zakončené vyhlídkou, která původně obsahovala vzduchotechniku – a třípatrové budovy pro hosty (Logierhaus). Obě části spojovala zimní zahrada, nyní dvoupatrová budova. Konstrukce je železná, na svou dobu velmi pokroková. Stylem původní stavby byl velmi strohý pozdní neoklasicismus; pozdější změny přidaly další zdobení. Interiéru přízemí a prvního patra hlavní budovy dominuje hlavní sál o velikosti přes 400 m². Naproti tomu místnosti přízemí, které nejsou přístupné veřejnosti, zůstaly poměrně jednoduché.
Zajímavým protějškem této vily je sídlo Cragside, které si v Anglii přibližně ve stejné době vystavěl Kruppův největší zbrojařský konkurent William Armstrong.

## Současnost

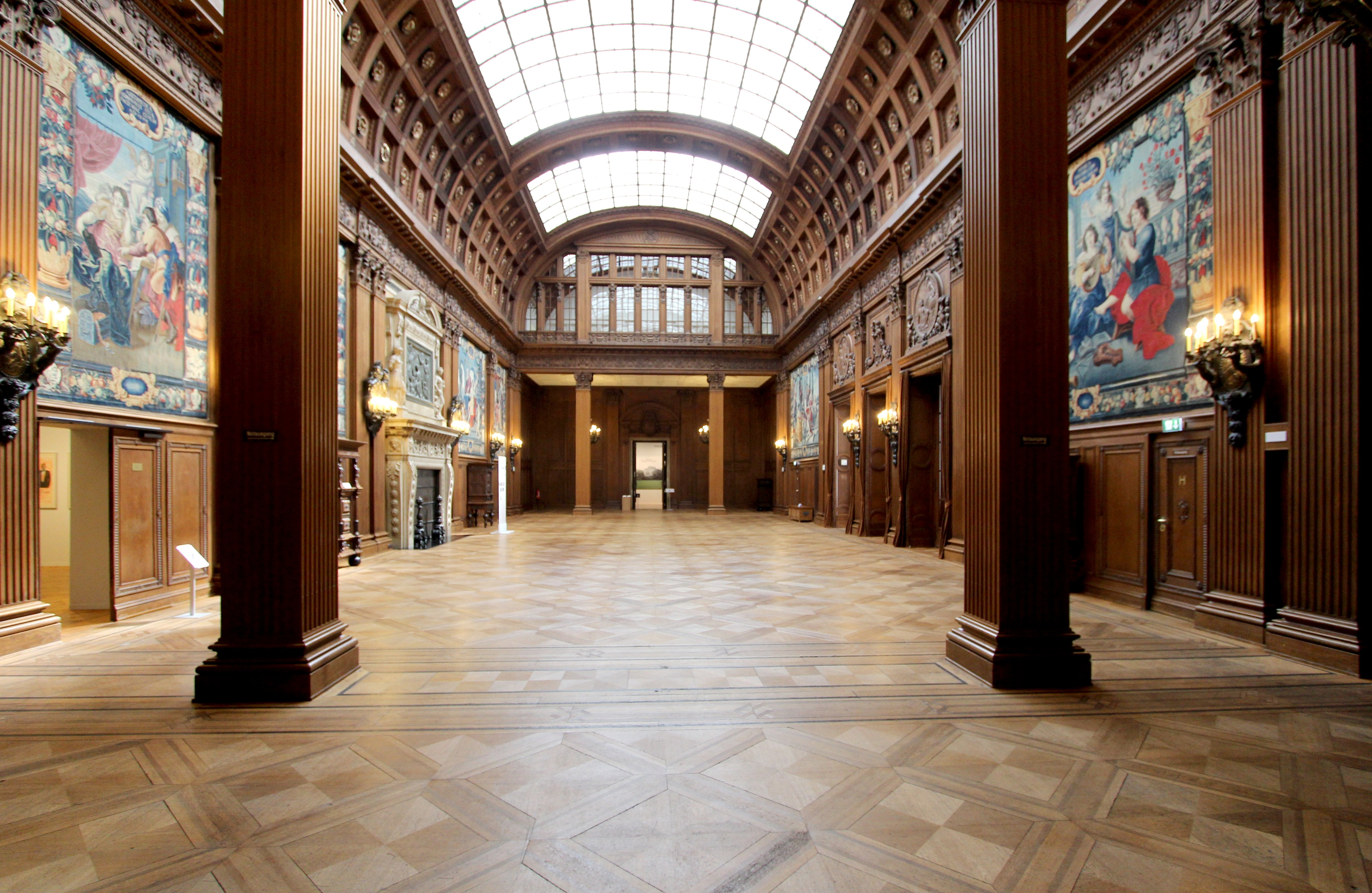
Horní sál

V roce 1953 rodina Kruppových otevřela své bývalé sídlo pro veřejnost. Od té doby se zde pořádají výstavy. Vila Hügel sloužila také jako místní zastoupení firmy Krupp. V roce 1984 založil Berthold Beitz Porúrskou kulturní nadaci, která ve vile pořádá velké umělecké a kulturní výstavy. Dnes je možné navštívit hlavní budovu s mnoha historickými místnostmi. Historická expozice Kruppů je umístěna ve vedlejší budově, tzv. Domečku. Ve vile je od roku 1905 umístěn také Kruppův archiv.
Sál je také pravidelným místem koncertů komorního orchestru Folkwang Kammerorchester Essen.